# Campeonato Mundial de Atletismo de 2007 - 1500 m feminino

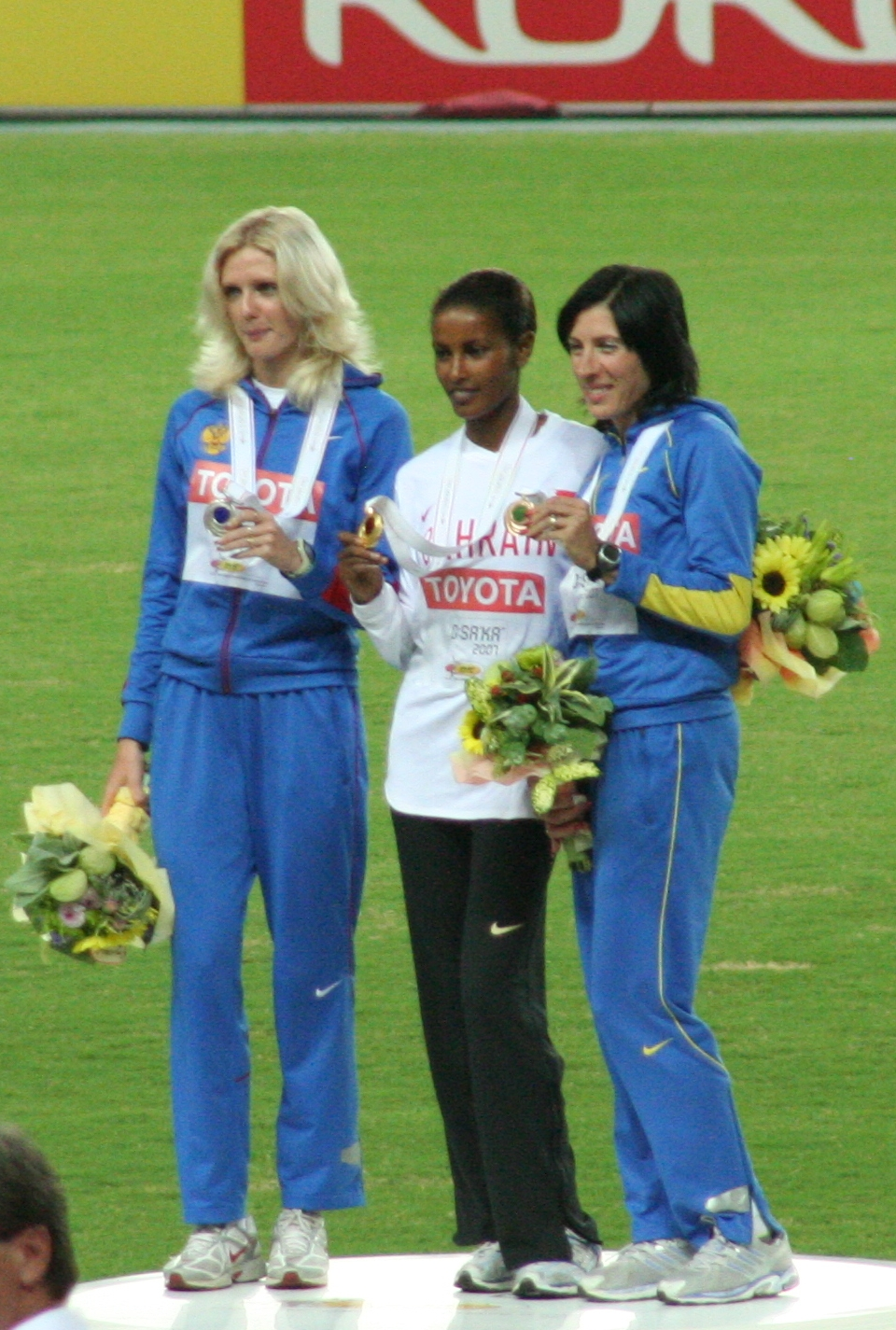
Pódio do Campeonato Mundial de Atletismo de 2007- 1500m feminino

A competição dos 1500 metros feminino no Campeonato Mundial de Atletismo de 2007 foi realizada no Estádio Nagai, em Osaka, no Japão, entre os dias 29 de agosto a 2 de setembro de 2007.

## Recordes
Antes desta competição, os recordes mundiais e do campeonato nesta prova eram os seguintes:
| Tipo                  | Atleta            | Tempo   | Local  | Data                   |
| --------------------- | ----------------- | ------- | ------ | ---------------------- |
|                       | Qu Yunxia         | 3:50.46 | Pequim | 11 de setembro de 1993 |
| Recorde do campeonato | Tatyana Tomashova | 3:58.52 | Paris  | 31 de agosto de 2003   |

## Medalhistas
| Ouro                     | Prata                   | Bronze                  |
| Maryam Yusuf Jamal (BHR) | Iryna Lishchynska (UKR) | Daniela Yordanova (BUL) |

Nota. A medalha de prata foi originalmente conquistada por Yelena Soboleva, da Rússia, mas ela acabou sendo destituída após ser banida por manipular amostras de drogas.

## Calendário
Todos os horários estão no horário local (UTC+9)
| Data          | Horário | Fase          |
| ------------- | ------- | ------------- |
| 29 de agosto  | 10:00   | Eliminatórias |
| 31 de agosto  | 19:35   | Semifinal     |
| 2 de setembro | 20:10   | Final         |

## Resultados

### Eliminatórias
Qualificação: Os 6 primeiros de cada bateria (Q) e os 6 melhores tempos (q) avançam para as semifinais.
| Pos. | Bateria | Atleta                 | Nacionalidade                  | Tempo   | Notas |
| ---- | ------- | ---------------------- | ------------------------------ | ------- | ----- |
| 1    | 1       | Mariem Alaoui Selsouli | Marrocos                       | 4:09.05 | Q     |
| 2    | 1       | Maryam Yusuf Jamal     | Barém                          | 4:09.47 | Q     |
| 3    | 1       | Lidia Chojecka         | Polónia                        | 4:09.52 | Q     |
| 4    | 1       | Iris Fuentes-Pila      | Espanha                        | 4:09.58 | Q     |
| 5    | 1       | Hilary Stellingwerff   | Canadá                         | 4:09.60 | Q     |
| 6    | 1       | Abby Westley           | Grã-Bretanha                   | 4:09.67 | Q     |
| 7    | 1       | Sarah Jamieson         | Austrália                      | 4:10.02 | q     |
| 8    | 2       | Iryna Lishchynska      | Ucrânia                        | 4:10.03 | Q     |
| 9    | 2       | Viola Kibiwot          | Quênia                         | 4:10.53 | Q     |
| 10   | 2       | Lisa Dobriskey         | Grã-Bretanha                   | 4:10.61 | Q     |
| 11   | 1       | Natalya Panteleyeva    | Rússia                         | 4:10.69 | q     |
| 12   | 3       | Treniere Clement       | Estados Unidos                 | 4:10.85 | Q     |
| 13   | 2       | Erin Donohue           | Estados Unidos                 | 4:10.89 | Q     |
| 14   | 3       | Agnes Samaria          | Namíbia                        | 4:10.96 | Q     |
| 15   | 1       | Tetyana Holovchenko    | Ucrânia                        | 4:10.98 | q     |
| 16   | 1       | Veronica Nyaruai       | Quênia                         | 4:21.50 | Q     |
| 16   | 3       | Sonja Roman            | Eslovênia                      | 4:11.04 | Q     |
| 18   | 3       | Lisa Corrigan          | Austrália                      | 4:11.11 | Q     |
| 19   | 3       | Nataliya Tobias        | Ucrânia                        | 4:11.22 | q     |
| 20   | 2       | Dolores Checa          | Espanha                        | 4:11.24 | q     |
| 20   | 3       | Marina Munćan          | Sérvia                         | 4:11.24 | q     |
| 22   | 3       | Bouchra Chaabi         | Marrocos                       | 4:11.51 |       |
| 23   | 3       | Carmen Douma-Hussar    | Canadá                         | 4:12.10 |       |
| 24   | 3       | Liu Qing               | China                          | 4:12.71 |       |
| 25   | 2       | Nahida Touhami         | Argélia                        | 4:14.38 |       |
| 26   | 2       | Cristina Vasiloiu      | Roménia                        | 4:15.43 |       |
| 27   | 2       | Wioletta Frankiewicz   | Polónia                        | 4:18.59 |       |
| 28   | 1       | Christin Wurth-Thomas  | Estados Unidos                 | 4:20.21 |       |
| 29   | 3       | Mestawot Tadesse       | Etiópia                        | 4:20.46 |       |
| 30   | 2       | Ragnhild Kvarberg      | Noruega                        | 4:21.22 |       |
| 31   | 1       | Mika Yoshikawa         | Japão                          | 4:21.64 |       |
| 32   | 2       | Siham Hilali           | Marrocos                       | 4:22.12 |       |
| 33   | 1       | Aishath Reesha         | Maldivas                       | 5:45.25 |       |
| 34   | 3       | Wanumbi Kapia          | República Democrática do Congo | 5:45.99 |       |
| -    | 2       | Yuliya Fomenko         | Rússia                         | DSQ     | *     |
| -    | 3       | Yelena Soboleva        | Rússia                         | DSQ     | *     |

Nota: Yuliya Fomenko e Yelena Soboleva avançaram originalmente para as semifinais, mas foram posteriormente desclassificadas retrospectivamente.

### Semifinal
Qualificação: Os 5 primeiros de cada bateria (Q) e os 2 melhores tempos (q) avançam para as finais.
| Pos. | Bateria | Atleta                 | Nacionalidade  | Tempo   | Notas                |
| ---- | ------- | ---------------------- | -------------- | ------- | -------------------- |
| 1    | 2       | Iryna Lishchynska      | Ucrânia        | 4:03.84 | Q                    |
| 2    | 2       | Viola Kibiwot          | Quênia         | 4:03.97 | Q                    |
| 3    | 2       | Daniela Yordanova      | Bulgária       | 4:04.19 | Q,                   |
| 4    | 2       | Mariem Alaoui Selsouli | Marrocos       | 4:05.25 | Q                    |
| 5    | 2       | Lidia Chojecka         | Polónia        | 4:05.80 | q                    |
| 6    | 2       | Iris Fuentes-Pila      | Espanha        | 4:06.99 | q,                   |
| 7    | 2       | Marina Munćan          | Sérvia         | 4:08.02 | Recorde nacional     |
| 8    | 2       | Treniere Clement       | Estados Unidos | 4:08.32 |                      |
| 9    | 2       | Lisa Dobriskey         | Grã-Bretanha   | 4:08.39 |                      |
| 10   | 2       | Sonja Roman            | Eslovênia      | 4:08.60 | Recorde da temporada |
| 11   | 2       | Lisa Corrigan          | Austrália      | 4:08.79 |                      |
| 12   | 1       | Maryam Yusuf Jamal     | Barém          | 4:14.86 | Q                    |
| 13   | 1       | Natalya Panteleyeva    | Rússia         | 4:15.22 | Q                    |
| 14   | 1       | Agnes Samaria          | Namíbia        | 4:15.36 | Q                    |
| 15   | 1       | Nataliya Tobias        | Ucrânia        | 4:15.43 | Q                    |
| 16   | 1       | Hilary Stellingwerff   | Canadá         | 4:15.99 |                      |
| 17   | 1       | Sarah Jamieson         | Austrália      | 4:16.20 |                      |
| 18   | 1       | Abby Westley           | Grã-Bretanha   | 4:16.21 |                      |
| 19   | 1       | Erin Donohue           | Estados Unidos | 4:16.41 |                      |
| 20   | 1       | Tetyana Holovchenko    | Ucrânia        | 4:17.97 |                      |
| 21   | 1       | Dolores Checa          | Espanha        | 4:20.44 |                      |
| 22   | 1       | Veronica Nyaruai       | Quênia         | 4:21.50 |                      |
| -    | 1       | Yuliya Fomenko         | Rússia         | DSQ     | *                    |
| -    | 2       | Yelena Soboleva        | Rússia         | DSQ     | *                    |

Nota: Yuliya Fomenko e Yelena Soboleva avançaram originalmente para as semifinais, mas foram posteriormente desclassificadas retrospectivamente.

### Final
A final ocorreu dia 2 de setembro às 20:10.
| Pos.              | Atleta                 | Nacionalidade | Tempo   | Notas                |
| ----------------- | ---------------------- | ------------- | ------- | -------------------- |
| Medalha de ouro   | Maryam Yusuf Jamal     | Barém         | 3:58.75 | Recorde da temporada |
| Medalha de prata  | Iryna Lishchynska      | Ucrânia       | 4:00.69 | Recorde da temporada |
| Medalha de bronze | Daniela Yordanova      | Bulgária      | 4:00.82 | Recorde da temporada |
| 4                 | Mariem Alaoui Selsouli | Marrocos      | 4:01.52 | Recorde pessoal      |
| 5                 | Viola Kibiwot          | Quênia        | 4:02.10 | Recorde pessoal      |
| 6                 | Agnes Samaria          | Namíbia       | 4:07.61 | Recorde nacional     |
| 7                 | Natalya Panteleyeva    | Rússia        | 4:07.82 |                      |
| 8                 | Lidia Chojecka         | Polónia       | 4:08.64 |                      |
| 9                 | Nataliya Tobias        | Ucrânia       | 4:10.56 |                      |
| 10                | Iris Fuentes-Pila      | Espanha       | 4:14.00 |                      |
| -                 | Yuliya Fomenko         | Rússia        | DSQ     |                      |
| -                 | Yelena Soboleva        | Rússia        | DSQ     |                      |

Tanto Yuliya Fomenko quanto Yelena Soboleva participaram originalmente da final (com Soboleva terminando em segundo lugar), mas foram posteriormente desqualificadas retrospectivamente devido a crimes de doping.
Legenda
| Recorde mundial       | Recorde mundial (World record)               |                       | Recorde africano                      | Recorde africano (African) |                                           | Q | Classificado por posição (Qualified) |
| Recorde do campeonato | Recorde do campeonato (Championship record)  | Recorde da América    | Recorde da América (Americas)         | q                          | Classificado por melhor tempo (Qualified) |   |                                      |
| Melhor marca do ano   | Melhor marca do ano (World leading)          | Recorde asiático      | Recorde asiático (Asian)              | DNS                        | Não largou (Did not start)                |   |                                      |
| Recorde nacional      | Recorde nacional (National record)           | Recorde europeu       | Recorde europeu (European)            | DNF                        | Não terminou (Did not finish)             |   |                                      |
| Recorde pessoal       | Recorde pessoal do atleta (Personal best)    | Recorde da Oceania    | Recorde da Oceania (Oceania)          | DSQ / DQ                   | Desclassificado (Disqualified)            |   |                                      |
| Recorde da temporada  | Recorde da temporada do atleta (Season best) | Recorde sul-americano | Recorde sul-americano (South America) | NM                         | Sem marca (No mark)                       |   |                                      |